# Odartey Lamptey
Odartey Lamptey (ur. 18 stycznia 1981) – ghański piłkarz grający na pozycji napastnika.
Grał w Stay Cool FC, Dyskobolii Grodzisk Wielkopolski, a także w Liberty Professionals FC.
W polskiej I lidze rozegrał w barwach Dyskobolii 24 mecze i zdobył 8 bramek.